# 데이비드 A. 콜브
데이비드 앨런 콜브(1939년 12월 12일-, 미국 일리노이주 록아일랜드군 몰린)는 미국인 교육 이론가로, 그의 관심사와 출판물은 경험 학습, 개인 및 사회 변화, 경력 개발, 경영 및 전문 교육에 중점을 둔다. 그는 Experience Based Learning Systems, LLC (EBLS)의 설립자이자 회장이며, 케이스 웨스턴 리저브 대학교 웨더헤드 경영대학원의 조직 행동 명예 교수이다. 콜브는 딸 앨리스와 함께 경험 학습 관련 연구를 공동으로 진행했으며, 여러 저작을 공동 집필했다.
콜브는 1961년 녹스 칼리지에서 학사 학위를, 1964년과 1967년에 하버드 대학교에서 각각 사회심리학 석사 및 박사 학위를 취득했다.

## 경험 학습
1970년대 초, 콜브와 론 프라이(현재 둘 다 웨더헤드 경영대학원 소속)는 네 가지 요소로 구성된 경험 학습 모델(ELM)을 개발했다.
- 구체적 경험
- 그 경험에 대한 관찰 및 반성
- 반성을 기반으로 한 추상적 개념 형성
- 새로운 개념 시험
- (반복)

이 네 가지 요소는 학습 나선형의 본질로, 네 가지 요소 중 어느 하나에서 시작할 수 있지만 일반적으로 구체적 경험으로 시작한다.
이 모델은 경영 교육과 같은 분야에서 널리 사용되지만, 유연성 부족과 과도한 단순화로 비판을 받아왔다.

## 학습 양식 인벤토리
콜브는 교육계에서 자신의 학습 양식 인벤토리(LSI)로 알려져 있다. 그의 모델은 학습 선호도를 두 가지 연속체를 사용하여 설명할 수 있다는 아이디어에 기반을 둔다:
- 활동적 실험 ↔ 성찰적 관찰
- 추상적 개념화 ↔ 구체적 경험.

그 결과 네 가지 유형의 학습자가 있다: 수렴형(활동적 실험 - 추상적 개념화), 적응형(활동적 실험 - 구체적 경험), 동화형(성찰적 관찰 - 추상적 개념화), 확산형(성찰적 관찰 - 구체적 경험). LSI는 개인의 학습 선호도를 결정하도록 고안되었다.

## 저서
- Kolb, D.A., Rubin, I.M., McIntyre, J.M. (1974). Organizational Psychology: A Book of Readings, 2nd edition. Englewood Cliffs, N.J.: Prentice-Hall.
- Kolb, D.A., Fry, R.E. (1974). Toward an Applied Theory of Experiential Learning
- Kolb, D. A., Kolb, A.Y. (2011). The Kolb Learning Style Inventory 4.0
- Peterson, K., & Kolb, D. A. (2017). How You Learn Is How You Live: Using Nine Ways of Learning to Transform Your Life. Berrett-Koehler Publishers.

## 같이 보기
- 경험 학습
- 구성주의 (교육)